# Ronde van Frankrijk 2018/Twaalfde etappe
De twaalfde etappe van de Ronde van Frankrijk 2018 werd verreden op donderdag 19 juli en ging van Bourg-Saint-Maurice naar Alpe d'Huez.

## Wedstrijdverloop
Deze etappe was het slotstuk van het drieluik in de Alpen. De etappe voerde over de Col de la Madeleine (25.1 km over 6,2%), de Lacets de Montvernier, de Col de la Croix-de-Fer (29 km over 5,1%) en finishte op Alpe d'Huez (13,9km over 7,9%). Genoeg kansen voor de klassementsrenners om verschillen te maken. 
Ondanks verschillende aanvallen rijdt het peloton en groupe de eerste col over. Uiteindelijk ontstaat er een grote groep renners met onder andere Steven Kruijswijk (de nummer zes van het klassement), Rafał Majka, Tejay van Garderen, Alejandro Valverde, Julian Alaphilippe en Warren Barguil als belangrijkste namen. Alaphilippe komt als eerste boven op de Madeleine en verstevigt zijn leiding in het bergklassement. In de afdaling van de Madeleine proberen verschillende renners weg te rijden uit de kopgroep. Aan de voet van de Croix de Fer ontstaat er een select gezelschap van de kopgroep: Steven Kruijswijk, Robert Gesink, Alejandro Valverde, Pierre Rolland, Warren Barguil, Andrey Amador, Rafał Majka, Gorka Izagirre, Mikel Nieve, Daniel Martínez en Ilnoer Zakarin.
Halverwege de Croix-de-Fer gaat Steven Kruijswijk in de aanval. Hij pakt op de top een voorsprong van drie minuten op zijn achtervolgers. De groep favorieten volgt op zes minuten, waar Adam Yates al uit gelost is. Kruijswijk breidt in de afdaling en de vallei naar de voet van Alpe d'Huez uit naar 4.20 minuten. In de slotklim bestoken de klassementsrenners elkaar in de hoop Kruijswijk te achterhalen. Hij wordt op 3,5 kilometer van de streep bijgehaald door Chris Froome. Deze wordt vervolgens bijgehaald door Tom Dumoulin, Geraint Thomas en Romain Bardet. Vincenzo Nibali komt ten val door een toeschouwer en verliet de Ronde na de etappe.
In de laatste kilometers proberen zowel Bardet als Dumoulin nog weg te springen. De anderen komen echter terug en in de sprint is Thomas de sterkste. Dumoulin eindigt als tweede, ondanks een schakelfout. In deze etappe gaven een hoop sprinters op zoals Dylan Groenewegen en Fernando Gaviria en er kwamen twee renners buiten tijd.

## Uitslagen
| Rituitslag Bourg-Saint-Maurice - Alpe d'Huez (175,5 km) |                   |                    |          |
| Plaats                                                  | Naam              | Ploeg              | Tijd     |
| Winnaar                                                 | Geraint Thomas    | Team Sky           | 5u18'37" |
| 2                                                       | Tom Dumoulin      | Team Sunweb        | + 2"     |
| 3                                                       | Romain Bardet     | AG2R La Mondiale   | + 3"     |
| 4                                                       | Chris Froome      | Team Sky           | + 4"     |
| 5                                                       | Mikel Landa       | Movistar Team      | + 7"     |
| 6                                                       | Primož Roglič     | Team LottoNL-Jumbo | + 13"    |
| 7                                                       | Vincenzo Nibali   | Bahrain-Merida     | z.t.     |
| 8                                                       | Jakob Fuglsang    | Astana Pro Team    | + 42"    |
| 9                                                       | Nairo Quintana    | Movistar Team      | + 47"    |
| 10                                                      | Steven Kruijswijk | Team LottoNL-Jumbo | + 53"    |
|                                                         |                   |                    |          |
| 29                                                      | Oliver Naesen     | AG2R La Mondiale   | + 22'21" |

| Algemeen klassement |                   |                     |           |
| Plaats              | Naam              | Ploeg               | Tijd      |
| Gele trui           | Geraint Thomas    | Team Sky            | 49u24'43" |
| 2                   | Chris Froome      | Team Sky            | + 1'39"   |
| 3                   | Tom Dumoulin      | Team Sunweb         | + 1'50"   |
| 4                   | Vincenzo Nibali   | Bahrain-Merida      | + 2'37"   |
| 5                   | Primož Roglič     | Team LottoNL-Jumbo  | + 2'46"   |
| 6                   | Romain Bardet     | AG2R La Mondiale    | + 3'07"   |
| 7                   | Mikel Landa       | Movistar Team       | + 3'13"   |
| 8                   | Steven Kruijswijk | Team LottoNL-Jumbo  | + 3'43"   |
| 9                   | Nairo Quintana    | Movistar Team       | + 4'13"   |
| 10                  | Daniel Martin     | UAE Team Emirates   | + 5'11"   |
|                     |                   |                     |           |
| 24                  | Serge Pauwels     | Team Dimension Data | + 36'35"  |

## Nevenklassementen
| Puntenklassement |                    |                   |        |
| Plaats           | Naam               | Ploeg             | Punten |
| Groene trui      | Peter Sagan        | BORA-hansgrohe    | 339    |
| 2                | Alexander Kristoff | UAE Team Emirates | 129    |
| 3                | Arnaud Démare      | Groupama-FDJ      | 106    |

| Bergklassement |                    |                     |        |
| Plaats         | Naam               | Ploeg               | Punten |
| Bolletjestrui  | Julian Alaphilippe | Quick-Step Floors   | 84     |
| 2              | Warren Barguil     | Fortuneo-Samsic     | 70     |
| 3              | Serge Pauwels      | Team Dimension Data | 63     |

| Jongerenklassement |                  |                     |           |
| Plaats             | Naam             | Ploeg               | Tijd      |
| Witte trui         | Pierre Latour    | AG2R La Mondiale    | 49u41u24" |
| 2                  | Guillaume Martin | Wanty-Groupe Gobert | + 1'58"   |
| 3                  | Egan Bernal      | Team Sky            | + 4'41"   |

| Ploegenklassement |                    |            |
| Plaats            | Ploeg              | Tijd       |
|                   | Movistar Team      | 149u10'25" |
| 2                 | Team Sky           | + 2'07"    |
| 3                 | Team LottoNL-Jumbo | + 12'06"   |
| 4                 | Bahrain-Merida     | + 24'56"   |
| 5                 | AG2R La Mondiale   | + 46'19"   |

## Opgaves
- Tony Gallopin (AG2R La Mondiale): gaf op tijdens de etappe
- Fernando Gaviria (Quick-Step Floors): gaf op tijdens de etappe
- André Greipel (Lotto Soudal): gaf op tijdens de etappe
- Dylan Groenewegen (Team LottoNL-Jumbo): gaf op tijdens de etappe
- Dmitri Groezdev (Astana Pro Team): kwam buiten tijd binnen en moest de Ronde verlaten
- Marcel Sieberg (Lotto Soudal): gaf op tijdens de etappe
- Rein Taaramäe (Direct Energie): kwam buiten tijd binnen en moest de Ronde verlaten
- Rigoberto Urán (EF Education First-Drapac): ging niet van start
- Rick Zabel (Team Katjoesja Alpecin): gaf op tijdens de etappe

1e etappe ·
2e etappe ·
3e etappe ·
4e etappe ·
5e etappe ·
6e etappe ·
7e etappe ·
8e etappe ·
9e etappe ·
10e etappe ·
11e etappe ·
12e etappe ·
13e etappe ·
14e etappe ·
15e etappe ·
16e etappe ·
17e etappe ·
18e etappe ·
19e etappe ·
20e etappe ·
21e etappe
Startlijst · Eindstanden · Afbeeldingen